# کریستین مارکون
کریستین مارکون (فرانسوی: Christian Marquand‎؛ ۱۵ مارس ۱۹۲۷ – ۲۲ نوامبر ۲۰۰۰) بازیگر، فیلم‌نامه‌نویس و کارگردان اهل فرانسه بود.
از فیلم‌هایی که وی در آن نقش داشته‌است، می‌توان به اینک آخرالزمان، طولانی‌ترین روز، احساس، اسب کهر را بنگر، آبنبات، و خداوند زن را آفرید، آن‌سوی نیمه‌شب، آتیلا و فاسق لیدی چترلی اشاره نمود.